# Conferencia

Conferencia fut le journal des conférences de l'Université des Annales de 1907 à 1940, puis de 1946 à 1950. La revue reprit ensuite Les Annales politiques et littéraires.

## Historique
Yvonne Sarcey fonda l'Université des Annales, un lieu de conférences réalisées par des écrivains sur des sujets divers mais principalement la littérature et la musique. Un journal est créé en janvier 1907 pour rapporter le contenu de ces conférences avec des illustrations. S'appelant d'abord Journal de l'Université des Annales, Conferencia est ajouté au titre du journal en 1919. Yvonne Sarcey fut la directrice de la revue jusqu'à sa mort en 1950. Jusqu'alors bimensuel, le journal devint mensuel à la suite d'un regroupement avec la revue littéraire Les Annales; donnant comme titre Les Annales. Conferencia de 1949 à 1953.